# نيستور أوكتافيو غورديلو كاستيلو
نيستور أوكتافيو غورديلو كاستيلو هو سياسي مكسيكي، ولد في 26 فبراير 1962 في تشياباس في المكسيك. نشط حزبياً في حزب العمل الوطني. وقد انتخب عضو مجلس النواب المكسيك ‏.